# Thomas Van Hulle
Thomas Van Hulle (Eeklo, 10 juni 1993) is een Vlaams acteur. Hij speelde al mee in drie musical producties en een langspeelfilm.
In 2006 speelde hij de rol van Pinokkio in de Studio 100 musical Pinokkio. Door het grote aantal voorstellingen waren er drie groepen van jeugdacteurs voor de kinderrollen. In 2007 speelt hij de rol van de sinaasappelverkoper Zorrino in de musical Kuifje: De Zonnetempel. Eerder figureerde hij -als 1 van 'The Lost Boys'- in de Vlaamse musicalversie van Peter Pan.
Ook in 2006 had hij een rol als Prins Arne in de cast van de film K3 en het IJsprinsesje. In 2013 vertolkte hij een rol in Binnenstebuiten. Daarnaast speelt hij de rol van Jef in de film van Lukas Bossuyt 'Terug naar Morgen'(2015). 
In 2014-2015 werd Thomas na vele auditierondes toegelaten tot RADA (Royal Academy of Dramatic Art) in Londen waar hij drama studeert. 